# Nicolas Léonicène
Niccolò da Lonigo o Leoniceno, afrancesado como Nicolas Léonicène (Lonigo, provincia de Vicenza, Véneto, 1428 - Ferrara, 5 de junio de 1524) fue un célebre médico, helenista, humanista y botánico italiano.

## Biografía
Discípulo del humanista Ognibene Bonisoli, de quien aprendió el griego en Vicenza, pasó parte de su juventud buscando remedios para la epilepsia que él mismo sufría. Por eso se graduó en artes y medicina en la Universidad de Padua (1453), y luego se dedicó a enseñar filosofía natural y, sobre todo, a diferencia de otros médicos, a aplicar la filología científica a los textos clásicos, latinos y griegos recibidos, mostrando una erudición que fue admirada por el gran humanista Erasmo de Róterdam.
A partir de 1464 se mudó a Ferrara, de cuya universidad fue catedrático más de sesenta años enseñando primero matemáticas, después filosofía natural y por último, al fin, medicina. Residió allí permanentemente salvo en el período comprendido entre 1508 y 1509 en que estuvo en Bolonia. En la universidad de Ferrara tuvo numerosos discípulos: entre otros, Antonio Musa Brassavola, Giovanni Manardo, los poetas Pietro Bembo y Gian Giorgio Trissino y, según algunos, también el médico y farmacólogo Paracelso, quien, además, afirmó haberse graduado en medicina en Ferrara en 1516.
A 1492 se remonta su Plinii aliorum ac plurium (ampliado en 1509 en una edición obra de su antiguo alumno Ludovico Bonaccioli, conocido por haber sido el ginecólogo de Lucrezia Borgia). Fue la primera vez que alguien se atrevió a corregir la Historia natural de Plinio el Viejo destacando sus errores. Eso le valió la crítica, pese a que fundamentó nuevos enfoques en el campo de la botánica, aunque también tuvo algunos elogios reticentes de su amigo el humanista Angelo Poliziano. En particular lo atacó Pandolfo Collenuccio, en su Pliniana defensio (1493).
A fines del XV colaboró con el impresor Aldo Manuzio, quien publicó su tratado De epidemia quam Itali morbum Gallicum vocant en 1497, donde, atacando la teoría de Avicena, postulaba que la sífilis tenía una etiología natural contra las explicaciones sobrenaturales tradicionales (demonios, brujas, castigos divinos por el pecado de la fornicación), sin recurrir a la teoría de los humores de Hipócrates, polémica sobre el origen del mal francés en la que participaron también, además de Leoniceno, Corradino Gilino, Natale Montesauro, Sebastiano dall'Aquila y Antonio Scanaroli. Esta polémica ayudó a tratar científicamente el asunto.
Otra controversia en que participó fue a causa de algunas enmiendas que Teodoro Gaza había hecho en su traducción de la Historia Animalium de Aristóteles. En este caso, fueron Carteromaco (el pseudónimo de Scipione Forteguerri) y Nicolò Zocca quienes protestaron: sus escritos, publicados entre 1513 y 1515, obligaron al Leoniceno a una defensa de su propia metodología.
También colaboró con Manuzio en la búsqueda de códices que, una vez descubiertos, demostraron ser fundamentales para la redacción de la editio princeps o primera de las obras de Aristóteles (1495-1498) y Galeno (1509-1524). Mientras tanto, también colaboró en traducciones al latín y al italiano de, entre otros, Apiano de Alejandría, Dion Casio, los Diálogos de Luciano de Samosata, Procopio de Cesarea y, a instancias de Franchino Gaffurio, de las Harmoniae de Claudio Ptolomeo. Su Antisophista, que se remonta a 1519, es un tratado contra los sofismas que, incitado por una carta del ya mencionado Bonaccioli, fue especialmente elogiado por Paolo Giovio.
Llegó a una edad muy avanzada y murió en 1524 a los 96 años, llorado de los sabios y del público. Habiéndole preguntado Paulo Jovio por qué secreto se había conservado, le respondió que era efecto de la inocencia de las costumbres, de la tranquilidad del ánimo y de la frugalidad: Vividum ingenium perpetua vita innocentia, salubre vero corpus hilari, frugalitatis pressidio, fucile, tuemur. El duque y el senado de Ferrara mandaron erigir un monumento en memoria suya. Se dedicó muy poco a la práctica de la medicina y solía decir: Más servicios hago al público que si visitase a los enfermos, pues que enseño a los que los curan.

## Legado y crítica
Amigo de Ludovico Ariosto, este lo recordó en su Orlando furioso, y el botánico Giovanni Antonio Scopoli le dedicó la especie tropical Leonicenia (perteneciente a la familia Melastomataceae) en 1777.
El historiador Peter Burke es singular al incluir al Leoniceno entre los polímatas, al incluirlo en su listado de 500 polímatas.  Burke no explica porqué le incluye, y, por el contrario, se limita a considerarle  filósofo, médico y botánico.

## Obra

De Plinii, & plurium aliorum medicorum in medicina erroribus opus primum (BEIC)

Galeni Ars medicinalis Nicolao Leoniceno interprete, 1537

Ha dejado varias obras, la mayoría recogidas en Andreas Leennius (ed.): Niccolò Leoniceno, Opuscula. Basilea 1532. Las principales son: 
- De octo partibus orationis
- Libellus de Arte metrica.
- Una Gramática latina, 1473, en 4°
- Una traducción al latín de los Aforismos de Hipócrates
- Otra de varios Tratados de Galeno
- De Plinii et plurium aliorum medic. in medicina erroribus, Basilea, 1533, en folio
- Traducciones italianas de la Historia de Dion Casio y de la de Procopio de Cesarea
- Otra de los Diálogos de Luciano de Samosata.
- Tres libros de varias historias, en folio, en latín

Por estas producciones se ve que Leoniceno al cultivar la medicina no había descuidado las humanidades y el estudio de la antigüedad. Sus obras fueron reunidas en Basilea y dadas a luz en 1533.